# Избиченская волость
Изби́ченская волость — административно-территориальная единица в составе Севского уезда.
Административный центр — село Избичня.
Волость была образована в ходе реформы 1861 года; объединяла 6 населённых пунктов. По занимаемой площади являлась одной из наименьших волостей уезда.
В 1880-х годах волость была упразднена, а её территория вошла в Литижскую волость.
Ныне вся территория бывшей Избиченской волости входит в Комаричский район Брянской области.